# Fernando Corradi y Gómez
Fernando (de) Corradi i Gómez (Presó de la Corona, Madrid, 10 de desembre de 1808 - Madrid, 26 de febrer de 1885), periodista, escriptor i polític espanyol.

## Biografia
Era fill de Juan Corradi, un italià de Cortemaggiore, de la família dels marquesos de Corradi, que va venir a Espanya com a guàrdia de corps complicat en la causa de l'Escorial per la seva amistat amb el duc de San Carlos i va acabar tancat a la presó de la Corona amb la seva dona i cinc fills petits, on hi va néixer. Un cop alliberat va dirigir el Diari de Sessions de les Corts de Cadis i va lluitar en la Guerra del francès, però entre 1814 i 1820 va emigrar a França per liberal. Fernando es va educar en un col·legi de París i va tornar a Madrid només en 1830 per estudiar Dret.
Es va donar a conèixer com a escriptor en prosa i vers en els periòdics i publicant Zora ó amor y heroísmo. Va obtenir el premi del Comissari General de Cruzada Varela al millor poema sobre el setge de Zamora i a més va obtenir d'aquest mecenes una pensió de 6.000 rals anuals; però, no content amb això, el va fer venir a la Cort i el va allotjar a la seva casa, àdhuc nomenant-lo el seu secretari particular. Protegit pel seu mecenes va publicar Torrijos ó las víctimas de Málaga, Don García, drama en vers, Lecciones de elocuencia forense y parlamentaria, Lecciones de literatura extranjera, la Monarquía visigoda, un opuscle sobre el poder temporal del Papa i moltes altres obres així impreses com a manuscrites. També va escriure la narració Historia que parece novela.
En 1836 era oficial del Ministeri de la Governació, però va dimitir en 1837 en caure el ministeri del partit al qual pertanyia, el Partit progressista. Va ser escollit poc després regidor de l'ajuntament de Madrid i el seu procurador síndic (1837-1840). En 1840 va esclatar la revolució de l'1 de setembre i va ser nomenat membre de la Junta Suprema Revolucionària amb el càrrec de secretari general. Nomenada la regència única de Baldomero Espartero, Corradi va rebutjar tot càrrec però va acceptar la prefectura política o govern civil de La Corunya. Allí va fundar una Societat Econòmica. La mort del seu pare el va fer abandonar el govern i tornar a Madrid. Havent estat en la seva joventut redactor de El Eco del Comercio, el va dirigir després de la seva prohibició en la seva segona època amb prou feines un any, en 1844. Després del pronunciament de 1843 va ser diputat progressista per Conca (1843) i el van nomenar oficial major en Governació (1843-1844). Van tornar els moderats i Corradi va dimitir i va fundar el 7 de maig de 1844 El Clamor Público, que va dirigir durant vint anys i fou fins a la Revolució de 1854 un dels més importants periòdics d'Espanya.
En 1854 va ser nomenat diputat per Burgos i en la revolució d'aquest any va ser nomenat comandant de la Milícia Nacional a Madrid. Durant el Bienni progressista de 1854 a 1856, Espartero el va enviar a Lisboa d'ambaixador. Dissoltes les Corts i caigut aquest Govern, va dimitir i es va retirar, però el van fer sortir i va escriure el controvertit article Para Espartero el olvido, para O'Donnell la expiación.
Va ser senador vitalici en 1865 per designació real, proposat pel general Narváez. En aixecar-se el general Joan Prim i Prats, Corradi va presentar en el Senat una proposició en suport de la Reina votada per unanimitat. Va arribar la revolució de 1868 i Corradi va treballar per la Restauració defensant en El Clamor Público a Alfons XII quan fer-ho era un perill i va formar fins i tot un Partit Popular Alfonsí. Segons Manuel Ossorio i Bernard, en 1864 va dirigir El Progreso Constitucional. Va ser acadèmic de la Reial Acadèmia de la Història en 1875.
En 1881 fou escollit senador per Alacant i va ser triat. Va estar una temporada en aquesta ciutat, on va donar algunes conferències i va ser nomenat soci honorari de la Societat literària. Col·laborà a fundar l'Ateneo de Madrid i va donar-hi lliçons de literatura estrangera, dret públic i filosofia de la història. Va ser soci honorari del Cercle de la Unió Mercantil, on va dictar diverses conferències; en la seva joventut havia pertangut a la Real Sociedad Económica Matritense de Amigos del País. Era amic íntim de Nicasio Gallego, Manuel José Quintana i Francisco Martínez de la Rosa. Agustín Argüelles Álvarez, Gil de la Cuadra, Martín de los Heros i José María Calatrava van ser també els seus amics, encara que només els primers van ser a més els seus veïns a la casa madrilenya on habitava. Corradi, encara que molt liberal, era essencialment cristià i religiós. Va ingressar en la Reial Acadèmia de la Llengua apadrinat per Cayetano Rosell y López. Va rebre la gran creu de l'Orde de Carles III i altres grans creus estrangeres.

## Obres
- La Monarquia Visigoda, segun el Fuero Juzgo, 1860.
- "De la influencia del cristianismo sobre la mujer, la familia y la sociedad: cuarta conferencia, 14 de març de 1869", en Conferencias dominicales sobre la educación de la mujer, Universidad Central (Madrid). Madrid: Imprenta y Estereotipia de M. Rivadeneyra, 1869.
- Historia que parece novela, Palacios, 1840.
- Los conflictos de Italia Impr. de la América, a cargo de F. S. Madirolas, 1860.
- D. García, o, El triunfo del amor filial: tragedia original en cinco actos, Imp. de T. Jordán, 1836.
- Lecciones de Oratoria pronunciadas en el Ateneo Científico… 188.
- Discursos leidos ante la Real Academia de la Historia en la recepción publica del Excmo. Sr. D. Fernando Corradi el 14 de febrer de 1875, 1875.
- Un procónsul: zarzuela en tres actos. Música de Antonio Rovira, 1859
- Torrijos, o las víctimas de Málaga, 1835.
- El cerco de Zamora por el Rey don Sancho II de Castilla: poema..., 1833.
- La civilización española: discurso, 1875.
- Curso de Literatura estrangera esplicado (sic) en el Ateneo..., 1837.